# Oswestry
Oswestry és una localitat anglesa amb una població de 17.877 habitants, al nord-oest del comtat de Shropshire. És la tercera més gran de Shropshire, darrere de Shrewsbury i Telford, i la més gran del nord del comtat. Està al costat de l'A5, una carretera principal que va des de Londres fins a Holyhead a l'illa gal·lesa d'Anglesey.

## Història
El nom de la localitat ve probablement de l'anglès Oswald's Tree (L'Arbre d'Osvald). Osvald va ser un rei cristià de Northumbria i va perdre una batalla contra Penda, el rei pagà de Mèrcia. El càdaver d'Osvald va ser posat en un arbre. Oswestry està prop de la frontera amb Gal·les, i per això la vila té un nom en l'idioma gal·lès: Croesoswallt. Croesoswallt ve del gal·lès Croes Oswallt (La Creu d'Osvald) i va ser utilitzat per primer cop l'any 1254.
L'Església de Sant Osvald porta el nom del Rei Osvald, com la vila. Va ser registrat al Llibre Domesday del 1086. El 1599 William Morgan, que va traduir la Bíblia a l'idioma gal·lès, en fou el vicari. Actualment, és una església de l'Església d'Anglaterra de la diòcesi de Lichfield.
El Castell de Whittington està prop d'Oswestry. Existeix des del segle ix, però va ser reconstruït el 1221 per a la família Fitzwarine per Enric III d'Anglaterra. Bona part del castell va ser destruïda per canons el 1643, durant la Guerra Civil Anglesa.
Hi ha un mercat a Oswestry des del 1190. Des del 1980, Oswestry està agermanada amb Combs-la-Ville, un barri del sud de París, i en honor seu Oswestry té un carrer que es diu Combs-la-Ville Close.

## Clubs esportius

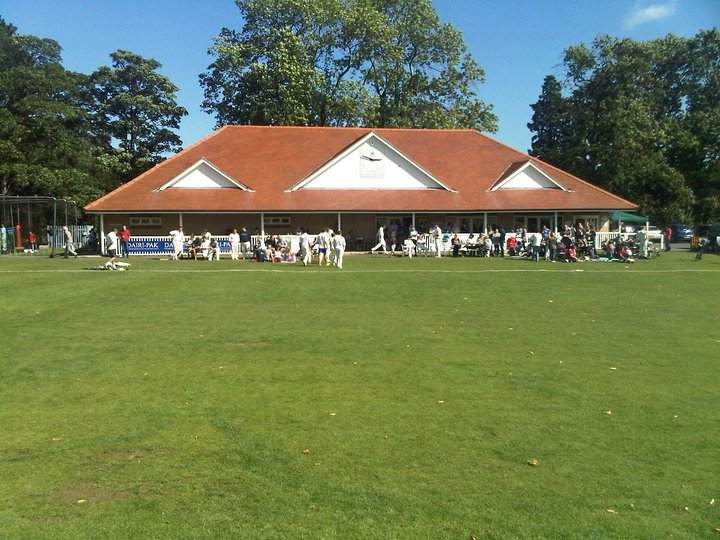
Estadi de l'Oswestry Cricket Club.

L'Oswestry Town Football Club va ser fundat el 1860, per tant és anterior al primer club professional del món, el Notts County (1862). Oswestry Town va guanyar la Copa de Gal·les el 1884, 1901 i 1907. El 2003 Oswestry s'uní amb el The New Saints Football Club del poble gal·lès de Llansantffraid, i conserva el nom del The New Saints però juga a Oswestry. The New Saints va jugar a la Lliga de Campions a la temporada 2005-06 i va perdre contra el Liverpool Football Club, el guanyador de la temporada passada.
L'Oswestry Cricket Club juga en la tercera divisió de la Lliga de Birmingham.